# Oryctes (djur)
Oryctes är ett släkte av skalbaggar som beskrevs av Johann Karl Wilhelm Illiger 1798. Enligt Catalogue of Life ingår Oryctes i familjen Dynastidae, men enligt Dyntaxa är tillhörigheten istället familjen bladhorningar.

## Bildgalleri

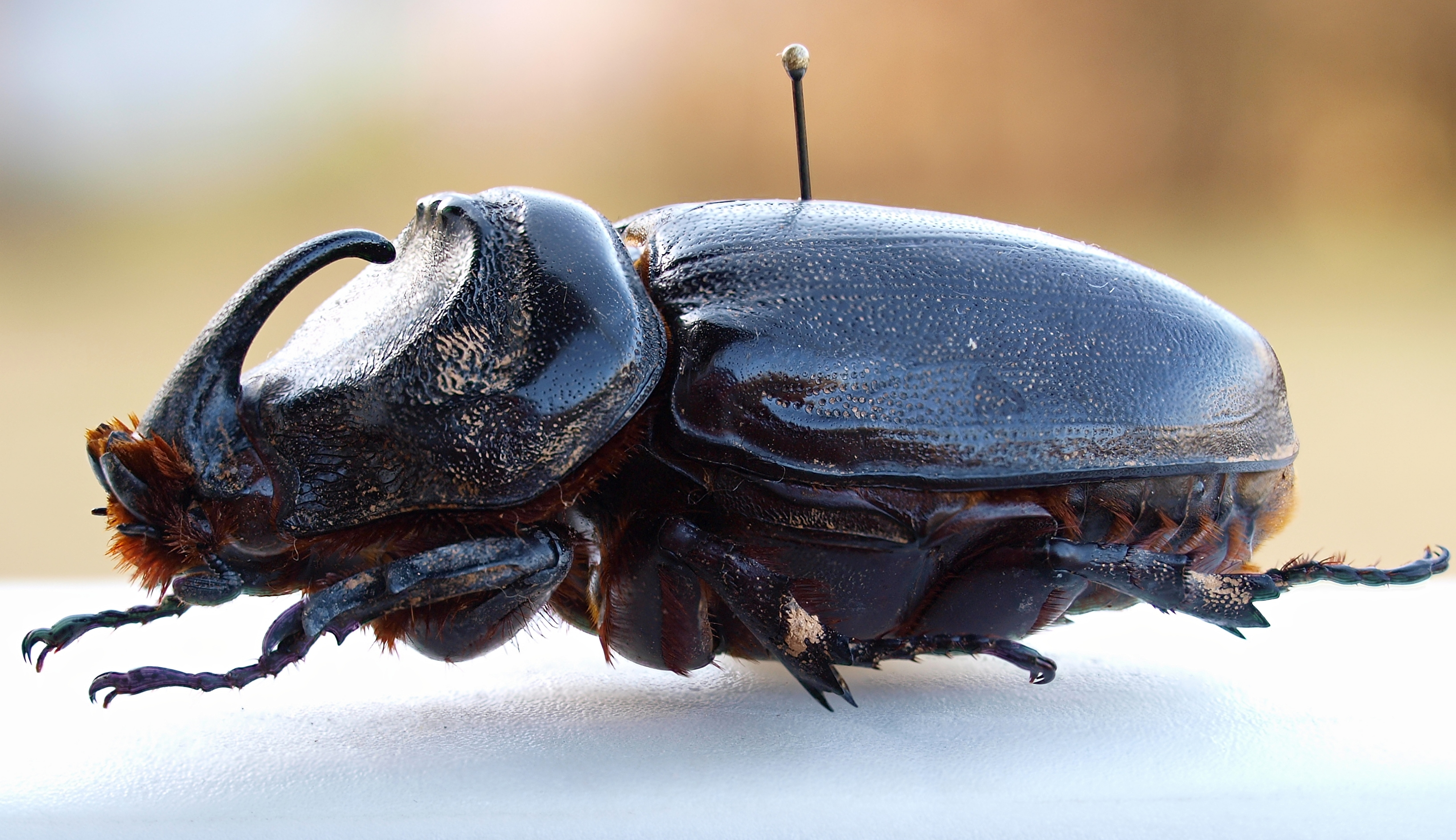
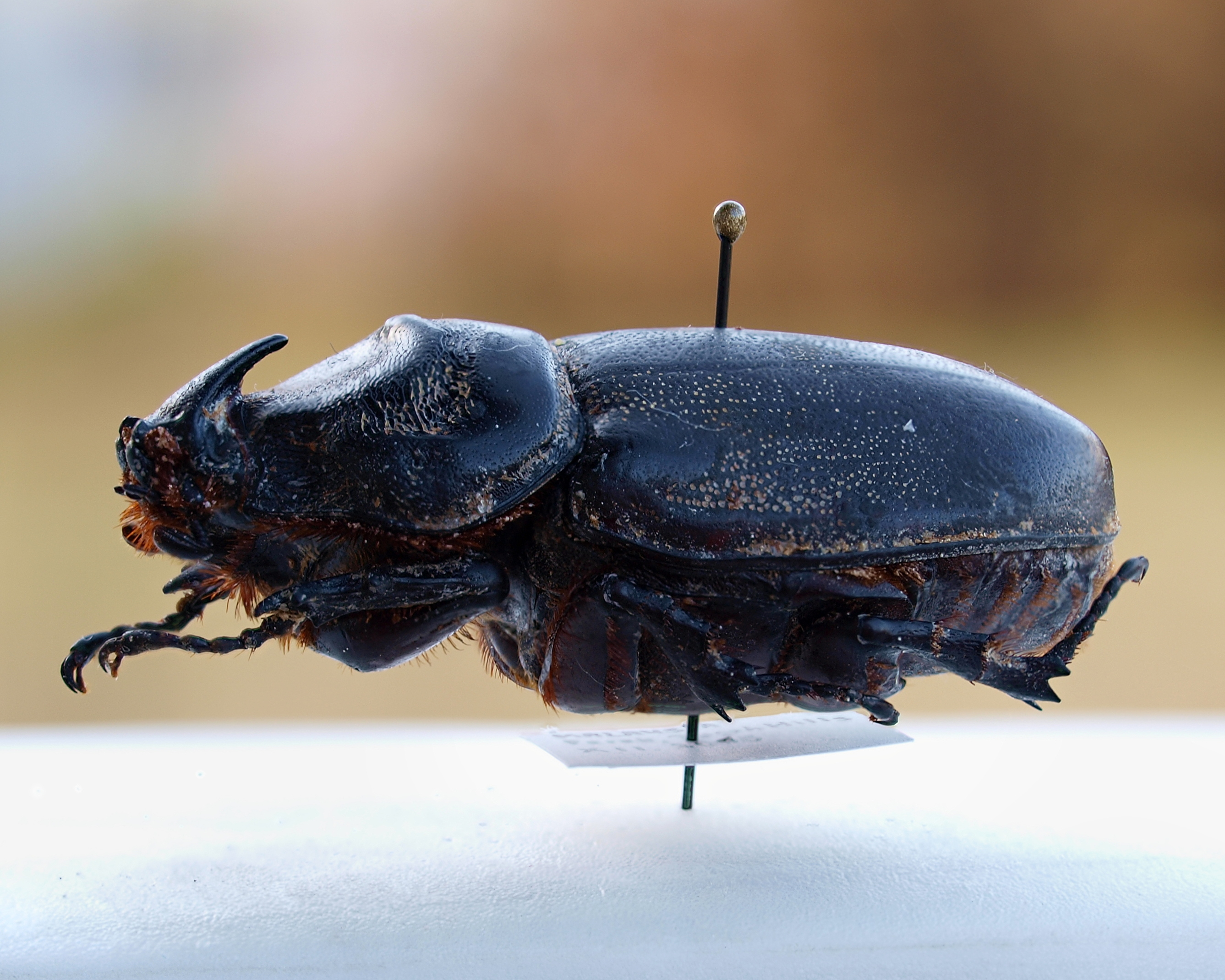
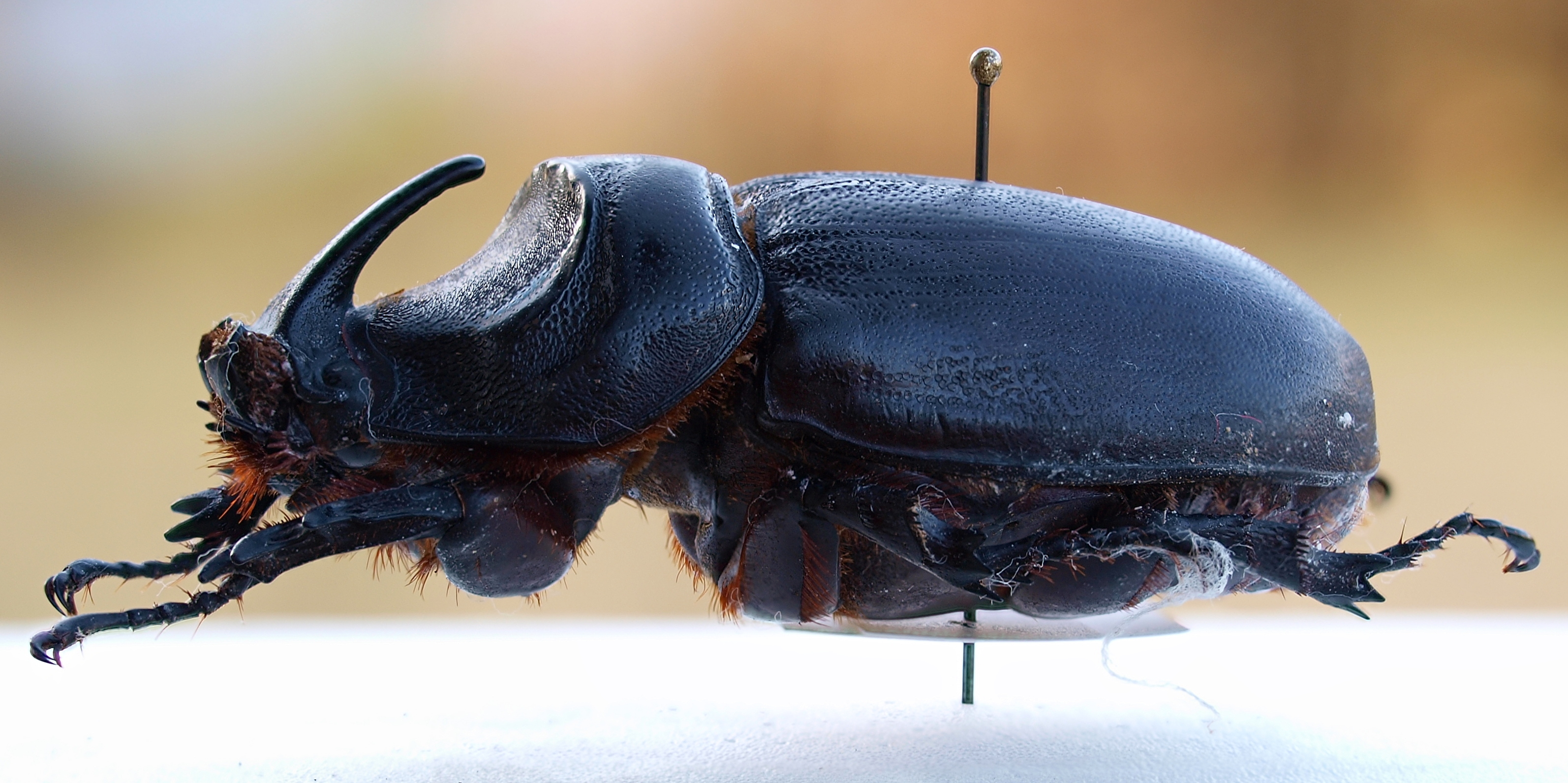
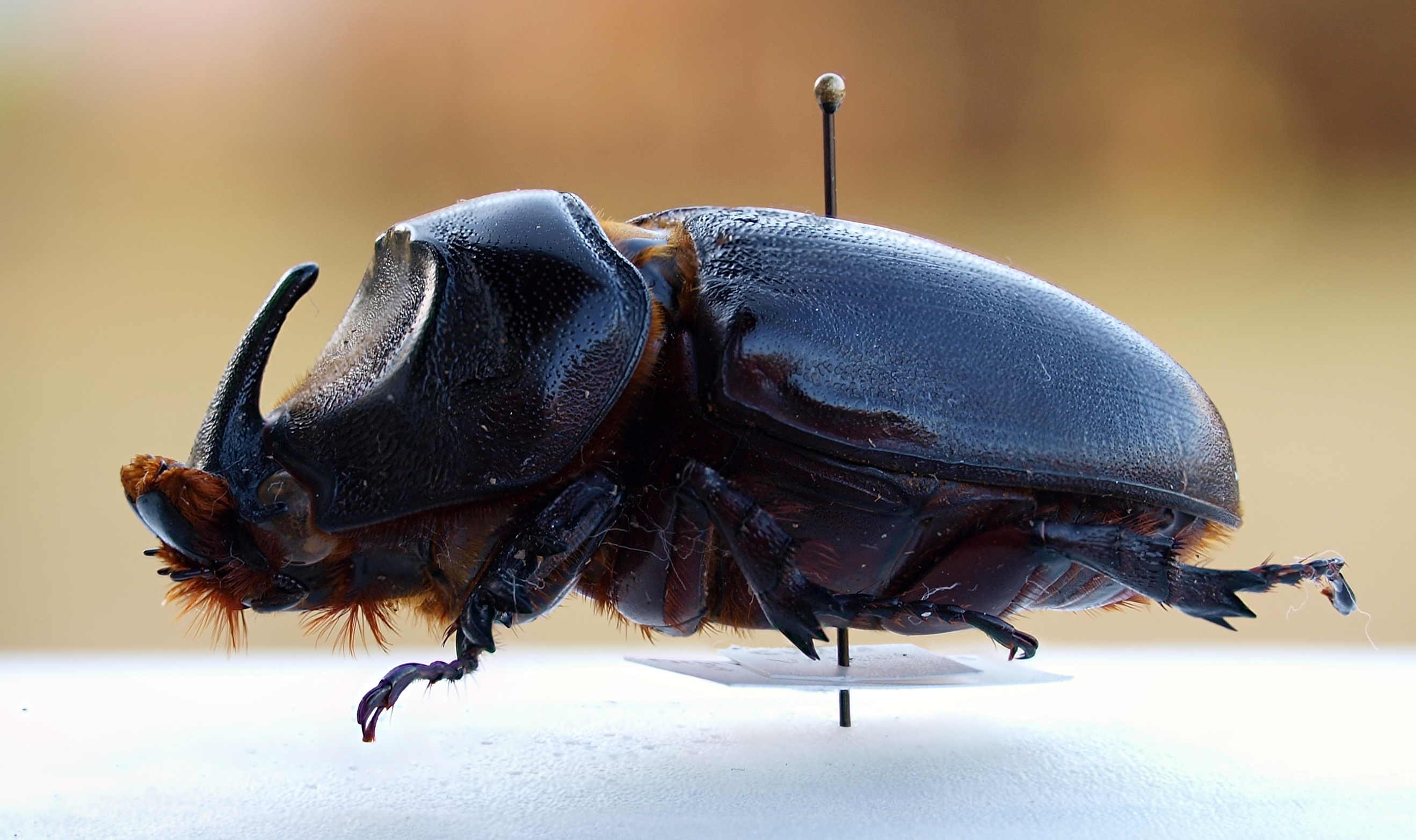

## Dottertaxa tillOryctes, i alfabetisk ordning[1][2]
- Oryctes agamemnon
- Oryctes amberiensis
- Oryctes anguliceps
- Oryctes ata
- Oryctes augias
- Oryctes boas
- Oryctes borbonicus
- Oryctes capucinus
- Oryctes centaurus
- Oryctes cherlonneixi
- Oryctes chevrolati
- Oryctes clypealis
- Oryctes colonicus
- Oryctes comoriensis
- Oryctes congonis
- Oryctes curvicornis
- Oryctes dollei
- Oryctes elegans
- Oryctes erebus
- Oryctes forceps
- Oryctes gigas
- Oryctes gnu
- Oryctes gracilis
- Oryctes heros
- Oryctes hisamatsui
- Oryctes latecavatus
- Oryctes mayottensis
- Oryctes minor
- Oryctes monardi
- Oryctes monoceros
- Oryctes nasicornis, Noshornsbagge
- Oryctes nudicauda
- Oryctes ohausi
- Oryctes owariensis
- Oryctes politus
- Oryctes prolixus
- Oryctes pyrrhus
- Oryctes ranavalo
- Oryctes rhinoceros
- Oryctes richteri
- Oryctes sahariensis
- Oryctes simiar
- Oryctes sjoestedti
- Oryctes tarandus
- Oryctes vicinus